# La Maison des Géants

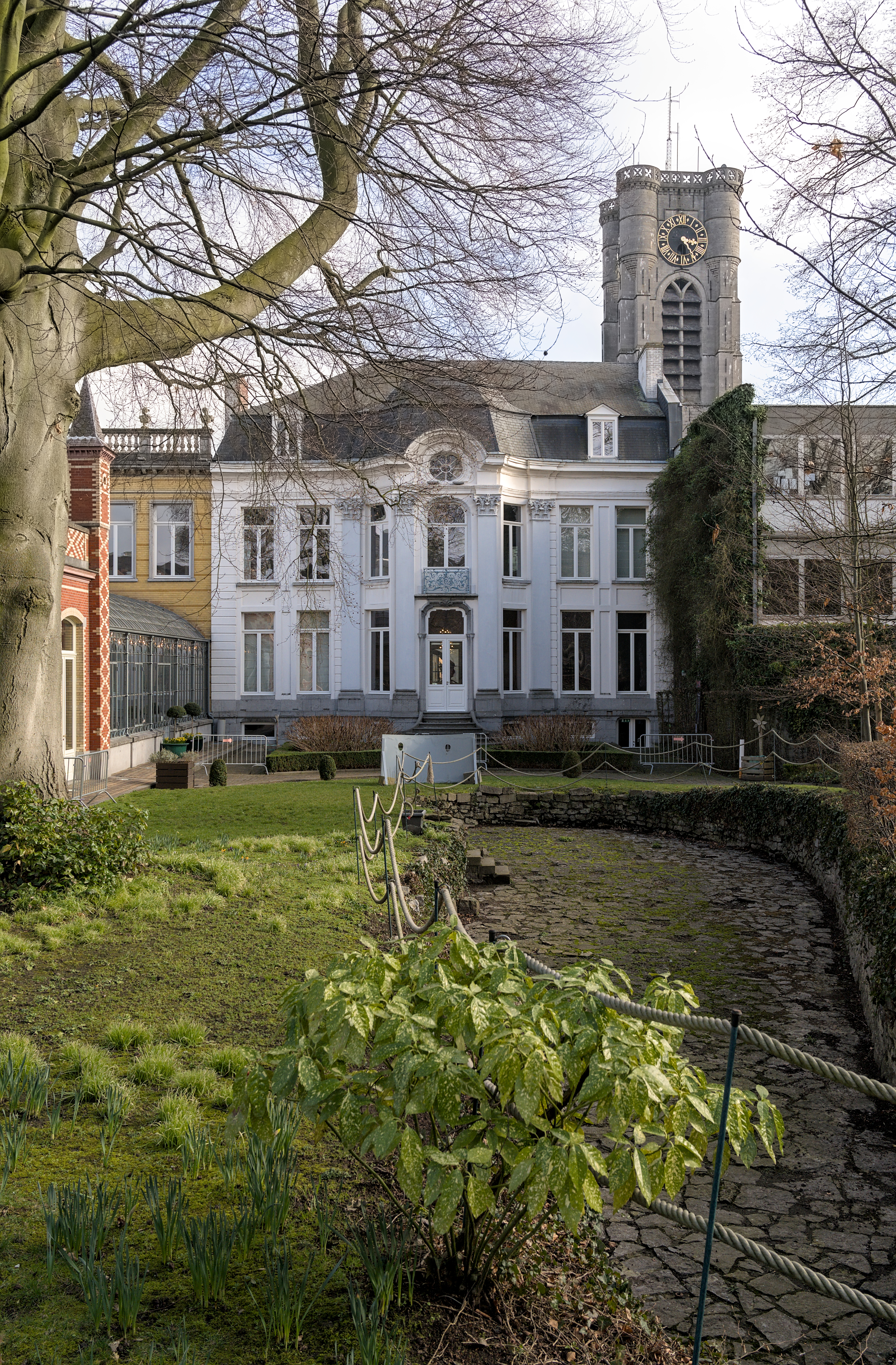
Photo de la Maison des Géants

Inaugurée en octobre 2000, la Maison des Géants est un musée situé à Ath, dans la province belge de Hainaut. Le musée de la Maison des Géants est consacré aux géants d'Europe et principalement aux géants d'Ath en osier. Le musée abrite un parcours spectacle pourvu de moyens audiovisuels. Les enfants (groupes scolaires, anniversaires) peuvent compléter leur visite du musée par des ateliers créatifs. 
Depuis 2003, la Maison des Géants collabore avec l'association française La Ronde des Géants pour éditer le calendrier des sorties de géants en Belgique et en France. Récemment, Volkskunde Vlaanderen s’est associée au projet. 

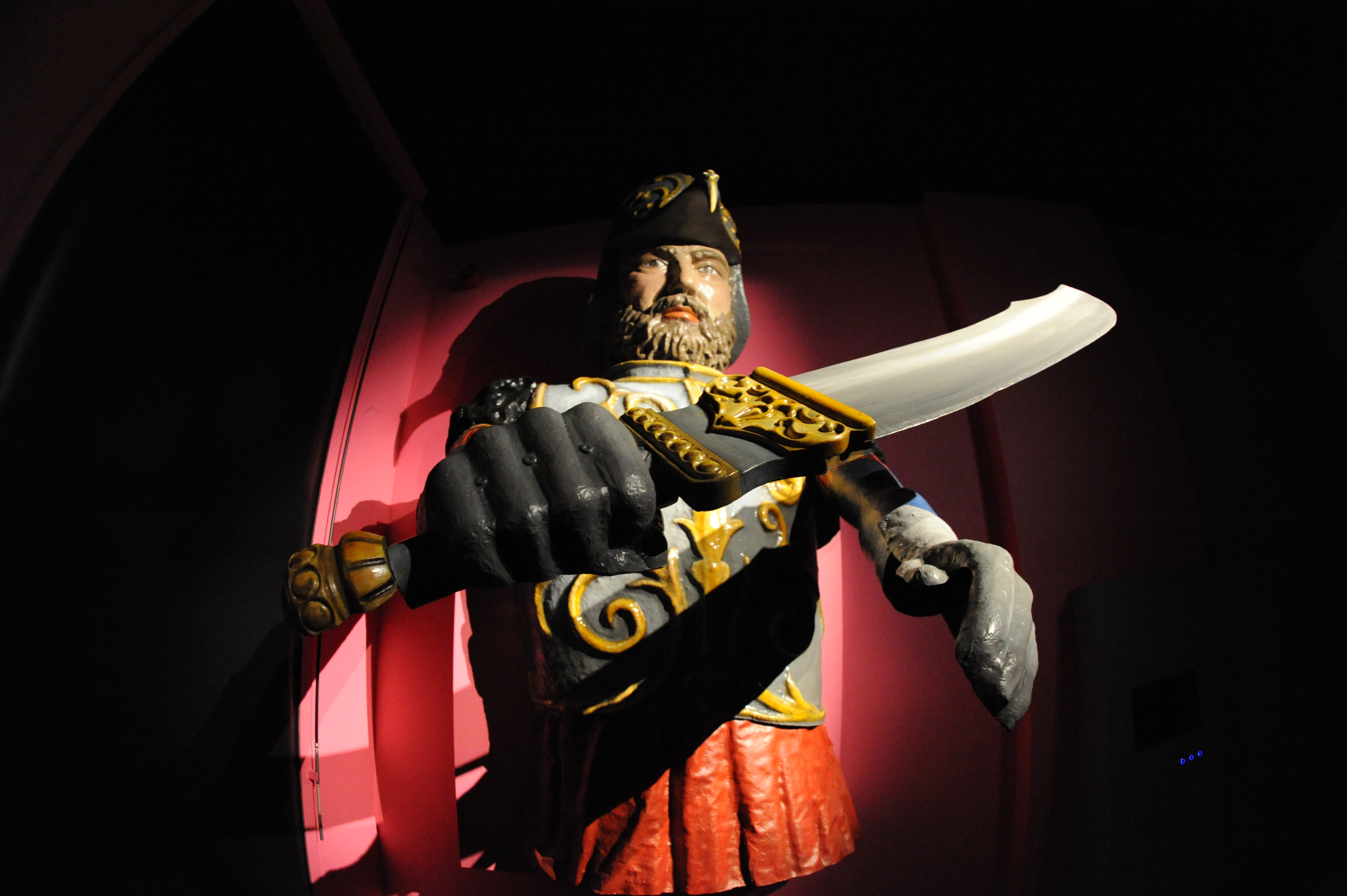
Hercule

## Le parcours spectacle
Le centre d'interprétation est organisé autour des spectacles audiovisuels qui présentent les différents aspects du phénomène des géants. 
La première partie du musée est consacrée à la naissance des géants depuis le Moyen Âge jusqu'à nos jours. La deuxième partie dévoile les secrets de fabrication des géants. Le contenu de la troisième partie est spécialement consacré aux géants d’Ath qui jouent les rôles principaux dans la Ducasse d'Ath, reconnu par l’UNESCO en 2005. La dernière partie apporte une vision plus large des géants en Europe. 
Le parcours-spectacle est régulièrement enrichi afin de mieux cerner les différents aspectsliés à la culture populaire et au folklore. 

## Le château Cambier
C’est « le château Cambier »(Archive.org • Wikiwix • Archive.is • Google • Que faire ?) qui abrite la Maison des Géants. Cette riche demeure fut construite en 1780 à l'initiative de l'orfèvre et peintre Louis-Emmanuel Delwarde, par l'architecte athois Français-Joseph Bataille (1747-1820). Elle fut rachetée en 1875 par les frères Cambier, industriels dans la production de mobilier en bois tourné. 
La maison de maître a été acquise par la Ville d’Ath en 1995. D'importants travaux de restauration ont été menés grâce aux subsides européens de l'Objectif 1 et à l'intervention du Commissariat Général au Tourisme de la Région wallonne, afin d’ouvrir ce centre d’interprétation sur la thématique des géants.